# سجامبوك
السجمبوك  أو ليتوبا هو سوط جلدي ثقيل. يتم تصنيعه تقليديًا من جلد فرس النهر أو وحيد القرن البالغ، ويُصنع أيضًا من البلاستيك.
يقطع شريط من جلد الحيوان بعرض 0.9 إلى 1.5 متر (3 إلى 5 قدم) طويلة، مستدقة من حوالي 25 مـم (1 بوصة) سميكة عند المقبض إلى حوالي10 مـم (3⁄8 بوصة) عند الحافة. ثم يلف هذا الشريط حتى يصل إلى شكل أسطواني مدبب. السوط الناتج مرن ومتين. تم صنع نسخة بلاستيكية لشرطة جنوب إفريقيا في عصر الفصل العنصري، واستخدمت في مكافحة الشغب.
لا يزال قيد الاستخدام من قبل الرعاة لقيادة الماشية. وفي جنوب إفريقيا من التجار غير الرسميين إلى المتاجر العادية من مجموعة متنوعة من المواد والأطوال والسماكات.

## استخدامها من قبل الشرطة

### جنوب أفريقيا
فضل ضباط شرطة جنوب إفريقيا استخدام السجامبوك، حيث ذكرت شرطة جنوب إفريقيا أنها تسبب في إصابات أقل مقارنة بالعصا الخشبية. على الرغم من ذلك، كان التصور العام للسجامبوك سيئًا، على الصعيدين المحلي والدولي. انتشرت مزاعم عن الممارسات الوحشية للشرطة فيما يتعلق باستخدامهم السجامبوك، مما أدى في النهاية إلى حظر السجامبوك كأداة للسيطرة على الشغب في سبتمبر 1989 

### المملكة المتحدة
توصل تحقيق شرطة شيفيلد في المملكة المتحدة عام 1963 أن سياط وحيد القرن قد استخدمت على المشتبه بهم. 

## أنواع أخرى
يبدو أن الاسم "كامبوك" قد نشأ في إندونيسيا، حيث كان اسم لقضيب خشبي يستخدم لمعاقبة العبيد، ومن المحتمل أنه مشتق من الكلمة الفارسية " شابوك " أو "شابوك".
عندما وصل عبيد الملايو إلى جنوب أفريقيا في القرن التاسع عشر، تم استيراد الآلة واسمها معهم، وغيرت المواد المصنوعة منها لإخفائها، وتم دمج الاسم أخيرًا في اللغة الأفريكانية، مكتوبًا باسم سامبوك. ومن المعروف في البنغالية باسم تشابوك .

## في الثقافة الشعبية
في الفيلم هل تفضل، يتم منح اللاعبين خيار طعن زميل متسابق باستخدام مخرز الجليد أو جلد متسابق آخر باستخدام سجامبوك. 